# Comesperma viscidulum
Comesperma viscidulum là một loài thực vật có hoa trong họ Polygalaceae. Loài này được F.Muell. mô tả khoa học đầu tiên năm 1876.